# Xbox Live

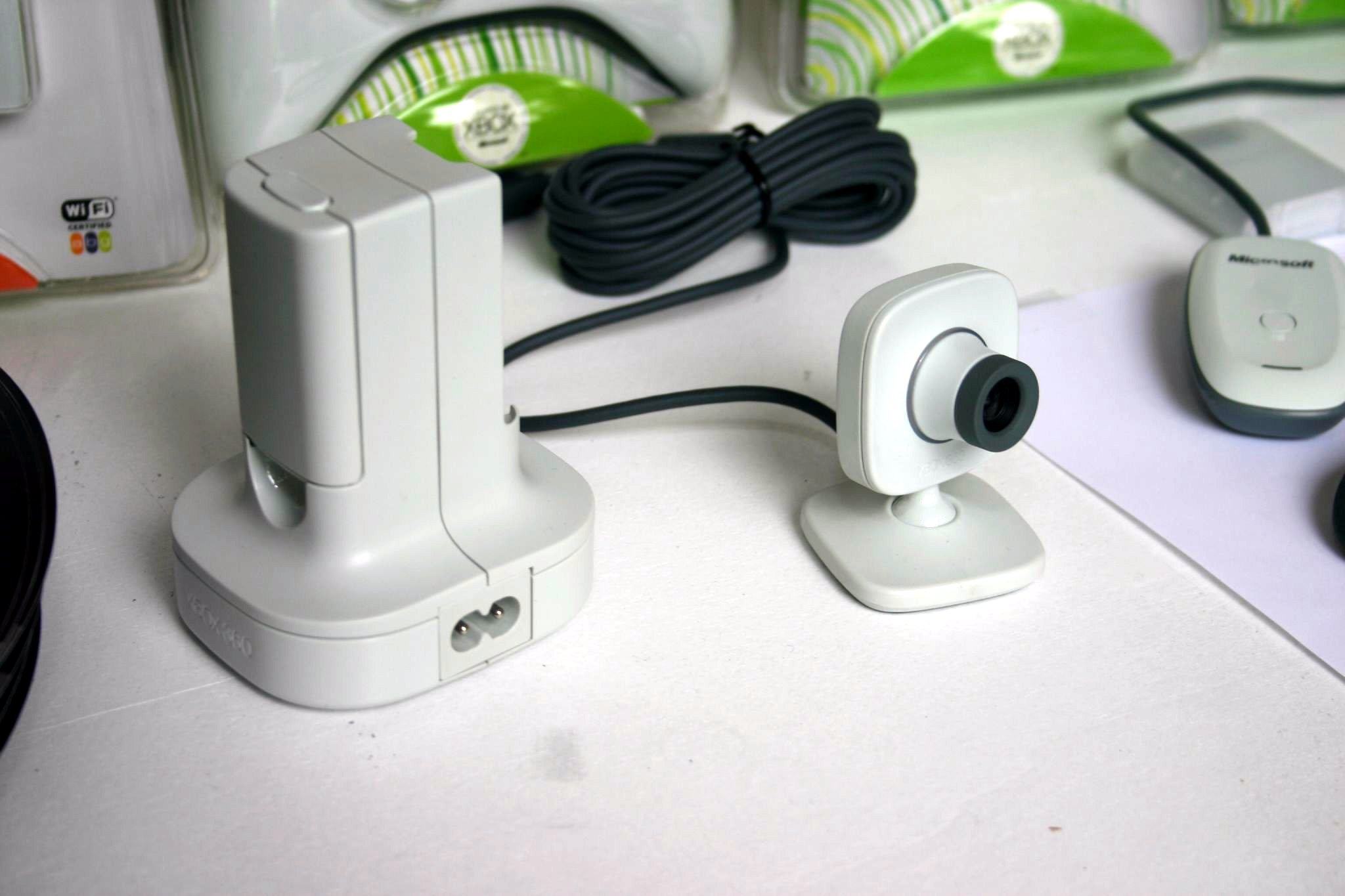
Equip de visió de la Xbox Live.

Xbox Live és el nom que té el sistema online d'Xbox i Xbox 360 de Microsoft. Amb l'Xbox Live, els jugadors d'Xbox poden jugar amb videojocs online, descarregar-se demos de jocs, vídeos, fotografies, imatges i actualitzacions pel dashboard o pels jocs. També es poden baixar videojocs arcade.

## Història
Xbox Live va començar a funcionar el 15 de novembre de 2002 i quan va sortir l'Xbox 360, van agregar canvis i algunes millores com l'Xbox Live Marketplace i els jocs arcade d'Xbox Live Arcade.

## Disponibilitat

Països on la Xbox Live és disponible.

| - Alemanya - Austria - Austràlia - Bèlgica - Brasil - Canadà - Xile - República Txeca - Corea del Sud - Colòmbia - Dinamarca | - Eslovàquia - Estats Units (Inclòs Puerto Rico) - Espanya - Finlàndia - França - Grècia - Països Baixos - Hong Kong - Hongria - Irlanda - Índia - Itàlia - Japó | - Mèxic - Veneçuela - Nova Zelanda - Noruega - Polònia - Portugal - Regne Unit - Singapur - Sud-àfrica - Suècia - Suïssa - Taiwan |

## Xbox Live en l'Xbox 360
Amb la sortida al mercat d'Xbox Live en l'Xbox 360, Microsoft va fer dos tipus de comptes: Xbox Live Sliver (gratuïta) i l'Xbox Live Gold (60 € l'any, aproximadament).

## Característiques
- Gamer tags per a la identificació de l'usuari.
- Avatars, o imatges d'usuari.
- Lemes o frases d'usuari per la major caracterització del compte.
- Zones de joc que representa l'estil de joc de l'usuari (Diversió, Expert, Familiar, Underground).
- Disponibilitat de modificar el nom del gamer tag per 800 Microsoft Points.
- Assoliments (logros) per així comparar el procés completat de cada joc amb els amics i els altres usuaris.
- La reputació de l'usuari en el joc online.
- Llista d'amics.
- Llista de jugadors recents.
- Contingut Bazar Xbox Live.
- Mode Multijugador.